# Primera División de fútbol sala 2011-12
La temporada 2011-12 de Primera División fue la 23ª edición de la máxima categoría de la Liga Nacional de Fútbol Sala de España. La fase regular comenzó el 9 de septiembre de 2012 y terminó el 12 de mayo de 2012, mientras que la fase final tuvo lugar desde el 18 de mayo hasta el 25 de junio de 2012.
El campeonato consta de una fase regular a ida y vuelta con 16 equipos. Al término de la misma, los ocho primeros se clasifican para los playoff por el título, mientras que los dos últimos descienden a División de Plata y el antepenúltimo juega una promoción de permanencia contra el tercer posicionado de la segunda categoría. A partir de esta temporada se cambiaron los nombres de las categorías, de forma que "División de Honor" se convirtió en la "Primera División" y "División de Plata" pasó a ser la "Segunda División".
El campeón de liga fue el FC Barcelona Alusport, que venció en una final a cinco partidos a ElPozo Murcia, líder en la fase regular. El club catalán revalidó así el campeonato de liga obtenido en la pasada edición, consiguió un triplete en los torneos nacionales y se proclamó campeón de Europa. Al margen de lo deportivo, la competición estuvo marcada por la crisis económica, pues la mayoría de clubes redujeron su presupuesto y el Benicarló FS desapareció a mitad de la temporada.

## Equipos participantes
| Equipo                                     | Ciudad                 | Entrenador           | Pabellón                          | Aforo | Marca    | Patrocinador    | 2010/11    |
| ------------------------------------------ | ---------------------- | -------------------- | --------------------------------- | ----- | -------- | --------------- | ---------- |
| FC Barcelona Alusport                      | Barcelona              | Marc Carmona         | Palau Blaugrana                   | 7.500 | Nike     | Alucan Entec    | 1º         |
| ElPozo Murcia                              | Murcia                 | "Duda"               | Palacio de Deportes de Murcia     | 7.500 | Luanvi   | ElPozo          | 2º         |
| Inter Movistar                             | Alcalá de Henares      | Daniel Ibañes        | Pabellón Cajamadrid               | 4.500 | Joma     | Movistar        | 3º         |
| Xacobeo Lobelle Santiago                   | Santiago de Compostela | Tomás de Dios López  | Multiusos Fontes do Sar           | 6.500 | Macron   | Autos Lobelle   | 4º         |
| Fisiomedia Manacor                         | Manacor                | "Pato" Navarro       | Palma Arena                       | 5.000 | Umbro    | Fisiomedia      | 5º         |
| Caja Segovia FS                            | Segovia                | Jesús Velasco Tejada | Municipal Pedro Delgado           | 3.000 | Kelme    | Caja Segovia    | 6º         |
| Benicarló FS                               | Benicarló              | "Juanlu" Alonso      | Municipal de Benicarló            | 2.000 | Kelme    | Sin patrocinio  | 7º         |
| Triman Navarra                             | Pamplona               | Imanol Arregui       | Pabellón Universitario de Navarra | 3.000 | Lotto    | Triman          | 8º         |
| Umacom Zaragoza                            | Zaragoza               | Santi Amor           | Pabellón Siglo XXI                | 2.800 | Joma     | Umacom          | 9º         |
| Carnicer Torrejón                          | Torrejón de Ardoz      | José Carnicer        | Pabellón Jorge Garbajosa          | 4.000 | Luanvi   | Fiat Carnicer   | 10º        |
| Azkar Lugo FS                              | Lugo                   | Bruno García         | Pavillón dos Deportes             | 2.200 | Lotto    | Azkar           | 11º        |
| OID Talavera                               | Talavera de la Reina   | Carlos Sánchez       | Primero de Mayo                   | 3.000 | Royal    | OID             | 12º        |
| Reale Cartagena                            | Cartagena              | Luis Fonseca         | Wsell de Guimbarda                | 2.500 | Elements | Reale Seguros   | 13º        |
| Marfil Santa Coloma                        | Santa Coloma           | Andreu Plaza         | Municipal Jacint Verdaguer        | 2.400 | Macron   | Marfil Alella   | 14º        |
| Puertollano Fútbol Sala                    | Puertollano            | David Ramos          | Polideportivo Antonio Rivilla     | 2.000 | Joma     | Sin patrocinio  | 1º (Plata) |
| Ríos Renovables Rivera Navarra             | Tudela                 | Víctor Acosta        | José Antonio Elola                | 1.000 | Joma     | Ríos Renovables | 2º (Plata) |
| Datos actualizados a 17 de febrero de 2012 |                        |                      |                                   |       |          |                 |            |

### Equipos por comunidades autónomas
| Comunidad autónoma   | N.º | Equipos                                    |
| -------------------- | --- | ------------------------------------------ |
| Castilla-La Mancha   | 2   | OID Talavera, Puertollano Fútbol Sala      |
| Cataluña             | 2   | FC Barcelona Alusport, Marfil Santa Coloma |
| Comunidad de Madrid  | 2   | Inter Movistar, Carnicer Torrejón          |
| Galicia              | 2   | Azkar Lugo FS, Xacobeo Lobelle Santiago    |
| Navarra              | 2   | Ribera Navarra Fútbol Sala, Triman Navarra |
| Región de Murcia     | 2   | Reale Cartagena, ElPozo Murcia             |
| Aragón               | 1   | Sala 10 Zaragoza                           |
| Castilla y León      | 1   | Caja Segovia FS                            |
| Comunidad Valenciana | 1   | Benicarló FS                               |
| Islas Baleares       | 1   | Fisiomedia Manacor                         |

## Liga regular

### Desarrollo
El campeón de la temporada regular fue ElPozo Murcia, que finalizó con 79 puntos y una sola derrota en sus treinta encuentros disputados. Los fichajes de Miguelín —máximo goleador español de la pasada campaña— y Esquerdinha se incorporaron sin problemas al bloque murciano y suplieron la baja de Vinicius, que se marchó a la liga rusa. Aunque el FC Barcelona Alusport finalizó en segundo lugar, su campaña fue muy positiva porque consiguieron un triplete con la Copa de la UEFA, la Copa de España y la Copa del Rey. Los otros cabezas de serie para el playoff fueron Inter Movistar y Caja Segovia FS, mientras que el resto de clasificados fueron Lobelle de Santiago, Triman Navarra, Carnicer Torrejón y Umacon Zaragoza.
La temporada estuvo marcada por los problemas económicos de la mayoría de los participantes, que redujeron su presupuesto por la falta de patrocinadores y los recortes en el gasto público de los ayuntamientos y diputaciones, sus principales apoyos en otras épocas. El caso más grave fue la desaparición del Benicarló Fútbol Sala en febrero de 2012 al no poder afrontar una deuda superior al medio millón de euros. Su retirada se produjo en la decimoctava jornada.
El único equipo que descendió en el terreno de juego fue el Reale Cartagena, que finalizó en decimoquinta posición. Sin embargo, el Carnicer Torrejón FS (séptimo) y el Talavera FS (undécimo) también renunciaron a la Primera División porque no tenían dinero para inscribirse. Además, la situación en Segunda División era mucho más grave porque los clubes que se habían ganado el ascenso en el campo (el Oxipharma FS de Granada o el Sala 5 Martorell) tampoco podían pagar. Como solución, la LNFS redujo el número de participantes a 14 a partir de 2012/13.

### Clasificación
|  |     | Equipos de fútbol     | Pts | PJ | G  | E | P  | GF  | GC  | Dif   |
|  | --- | --------------------- | --- | -- | -- | - | -- | --- | --- | ----- |
|  | 1.  | ElPozo Murcia         | 79  | 30 | 25 | 4 | 1  | 153 | 69  | +84   |
|  | 2.  | FC Barcelona Alusport | 74  | 30 | 23 | 5 | 2  | 149 | 65  | +84   |
|  | 3.  | Inter Movistar        | 64  | 30 | 20 | 4 | 6  | 123 | 61  | +62   |
|  | 4.  | Caja Segovia FS       | 49  | 30 | 15 | 4 | 11 | 98  | 81  | +17   |
|  | 5.  | Lobelle de Santiago   | 47  | 30 | 13 | 8 | 9  | 85  | 75  | +10   |
|  | 6.  | Triman Navarra        | 45  | 30 | 13 | 6 | 11 | 92  | 102 | -10   |
|  | 7.  | Carnicer Torrejón     | 45  | 30 | 13 | 6 | 11 | 103 | 97  | +6    |
|  | 8.  | Umacon Zaragoza       | 43  | 30 | 12 | 7 | 11 | 95  | 96  | -1    |
|  | 9.  | Puertollano FS        | 39  | 30 | 12 | 3 | 15 | 88  | 98  | -10   |
|  | 10. | Fisiomedia Manacor    | 37  | 30 | 11 | 4 | 15 | 98  | 110 | -12   |
|  | 11. | OID Talavera          | 36  | 30 | 10 | 6 | 14 | 83  | 112 | -29   |
|  | 12. | Ribera Navarra FS     | 33  | 30 | 9  | 6 | 15 | 86  | 106 | -20   |
|  | 13. | Azkar Lugo FS         | 29  | 30 | 9  | 2 | 19 | 95  | 125 | -30   |
|  | 14. | Marfil Santa Coloma   | 28  | 30 | 8  | 4 | 18 | 71  | 106 | -35   |
|  | 15. | Reale Cartagena       | 24  | 30 | 7  | 3 | 20 | 80  | 142 | -62   |
|  | 16. | Benicarló FS          | 0   | 30 | 3  | 2 | 25 | 41  | 95  | -54 * |

Pts = Puntos; PJ = Partidos Jugados; G = Partidos Ganados; E = Partidos Empatados; P = Partidos Perdidos; GF = Goles Anotados; GC = Goles Recibidos; Dif = Diferencia de gol

(1) Carnicer Torrejón jugó el playoff, pero descendió por problemas económicos y se inscribió en Segunda División.

(2) OID Talavera descendió por problemas económicos y se inscribió en Segunda "B".

(3) Benicarló FS desapareció a mitad de la competición. Aunque aparezcan sus victorias, figura con cero puntos.
|  | Clasificado para la fase final por el título |
|  | Promoción de permanencia                     |
|  | Descendido a Segunda División                |

## Fase final por el título

### Cuadro de partidos
|  | Cuartos de final                            | Cuartos de final                            |                       |                       | Semifinales                                 | Semifinales                                 |  |               | Final                                         | Final                                         |  |
|  | 18 de mayo - 27 de mayo Mejor de 3 partidos | 18 de mayo - 27 de mayo Mejor de 3 partidos |                       |                       | 2 de junio - 9 de junio Mejor de 3 partidos | 2 de junio - 9 de junio Mejor de 3 partidos |  |               | 12 de junio - 25 de junio Mejor de 5 partidos | 12 de junio - 25 de junio Mejor de 5 partidos |  |
|  |                                             |                                             |                       |                       |                                             |                                             |  |               |                                               |                                               |  |
|  |                                             |                                             |                       |                       |                                             |                                             |  |               |                                               |                                               |  |
|  | ElPozo Murcia                               | 2                                           |                       |                       |                                             |                                             |  |               |                                               |                                               |  |
|  | ElPozo Murcia                               | 2                                           |                       |                       |                                             |                                             |  |               |                                               |                                               |  |
|  | Umacon Zaragoza                             | 1                                           |                       |                       |                                             |                                             |  |               |                                               |                                               |  |
|  | Umacon Zaragoza                             | 1                                           |                       | ElPozo Murcia         | 2                                           |                                             |  |               |                                               |                                               |  |
|  |                                             |                                             |                       | ElPozo Murcia         | 2                                           |                                             |  |               |                                               |                                               |  |
|  |                                             |                                             | Caja Segovia FS       | 1                     |                                             |                                             |  |               |                                               |                                               |  |
|  | Caja Segovia FS                             | 2                                           | Caja Segovia FS       | 1                     |                                             |                                             |  |               |                                               |                                               |  |
|  | Caja Segovia FS                             | 2                                           |                       |                       |                                             |                                             |  |               |                                               |                                               |  |
|  | Lobelle de Santiago                         | 0                                           |                       |                       |                                             |                                             |  |               |                                               |                                               |  |
|  | Lobelle de Santiago                         | 0                                           |                       |                       |                                             |                                             |  | ElPozo Murcia | 2                                             |                                               |  |
|  |                                             |                                             |                       |                       |                                             |                                             |  | ElPozo Murcia | 2                                             |                                               |  |
|  |                                             |                                             | FC Barcelona Alusport | 3                     |                                             |                                             |  |               |                                               |                                               |  |
|  | FC Barcelona Alusport                       | 2                                           | FC Barcelona Alusport | 3                     |                                             |                                             |  |               |                                               |                                               |  |
|  | FC Barcelona Alusport                       | 2                                           |                       |                       |                                             |                                             |  |               |                                               |                                               |  |
|  | Carnicer Torrejón                           | 0                                           |                       |                       |                                             |                                             |  |               |                                               |                                               |  |
|  | Carnicer Torrejón                           | 0                                           |                       | FC Barcelona Alusport | 2                                           |                                             |  |               |                                               |                                               |  |
|  |                                             |                                             |                       | FC Barcelona Alusport | 2                                           |                                             |  |               |                                               |                                               |  |
|  |                                             |                                             | Inter Movistar        | 0                     |                                             |                                             |  |               |                                               |                                               |  |
|  | Inter Movistar                              | 2                                           | Inter Movistar        | 0                     |                                             |                                             |  |               |                                               |                                               |  |
|  | Inter Movistar                              | 2                                           |                       |                       |                                             |                                             |  |               |                                               |                                               |  |
|  | Triman Navarra                              | 0                                           |                       |                       |                                             |                                             |  |               |                                               |                                               |  |
|  | Triman Navarra                              | 0                                           |                       |                       |                                             |                                             |  |               |                                               |                                               |  |
|  |                                             |                                             |                       |                       |                                             |                                             |  |               |                                               |                                               |  |

| Campeón de la Liga Nacional de Fútbol Sala |
| ------------------------------------------ |
| FC Barcelona Alusport Segundo título       |

### Cuartos de final

#### ElPozo Murcia - Umacon Zaragoza
| 20 de mayo de 2012, 17:00 (CET) | Umacon Zaragoza                                                 | 5:3 (2:3) | ElPozo Murcia             | Pabellón Siglo XXI, Zaragoza               |                                            |
|                                 | Nano Modrego 4' · Joan 19', 40' · Víctor Tejel 25' · Miguel 29' | Reporte   | Álex 4' · Miguelín 8' 16' | Árbitro(s): Sanzol Goñi, Urdanoz Apeztegui | Árbitro(s): Sanzol Goñi, Urdanoz Apeztegui |

| 26 de mayo de 2012, 13:00 (CET) | ElPozo Murcia                                                                                             | 10:2 (4:1) | Umacon Zaragoza             | Palacio de Deportes, Murcia                                               |                                                                           |
|                                 | Gréllo 3' · Álex 4' 19' 26' · Esquerdinha 17' · Miguelín 23' · Adri 27' · Bebe 28' 36' · Dani Salgado 31' | Reporte    | Keny 10' · Nano Modrego 36' | Asistencia: 3.800 espectadores Árbitro(s): Ponce Medero, Redondo Arenales | Asistencia: 3.800 espectadores Árbitro(s): Ponce Medero, Redondo Arenales |

| 27 de mayo de 2012, 19:00 (CET) | ElPozo Murcia                                                                        | 7:3 (4:2) | Umacon Zaragoza                 | Palacio de Deportes, Murcia                                               |                                                                           |
|                                 | Esquerdinha 3' 10' · Bebe 8' · Dani Salgado 17' · Álex 22' · Miguelín 36' · Saúl 39' | Reporte   | Joan 6' · Miguel 15' · Keny 32' | Asistencia: 3.500 espectadores Árbitro(s): Gutiérrez Lumbreras, Lope Díaz | Asistencia: 3.500 espectadores Árbitro(s): Gutiérrez Lumbreras, Lope Díaz |

#### Caja Segovia FS - Lobelle de Santiago
| 19 de mayo de 2012, 19:00 (CET)                               | Lobelle de Santiago              | 3:3 (0:2) | Caja Segovia FS           | Multiusos Fontes do Sar, Santiago de Compostela                            |                                                                            |
|                                                               | David Ruiz 21' 31' · Aicardo 32' | Reporte   | David 1' 30' · Sergio 13' | Asistencia: 1.500 espectadores Árbitro(s): Felipe Madorrán, Gereta Ramírez | Asistencia: 1.500 espectadores Árbitro(s): Felipe Madorrán, Gereta Ramírez |
| El Caja Segovia gana el partido en la tanda de penaltis (1-3) |                                  |           |                           |                                                                            |                                                                            |

| 26 de mayo de 2012, 16:00 (CET) | Caja Segovia FS                       | 4:2 (1:1) | Lobelle de Santiago          | Pabellón Pedro Delgado, Segovia                                          |                                                                          |
|                                 | David 3' · Borja 24' 26' · Sergio 30' | Reporte   | Barroso 4' · Raúl Campos 30' | Asistencia: 1.800 espectadores Árbitro(s): Fortes Pardo, Martínez Flores | Asistencia: 1.800 espectadores Árbitro(s): Fortes Pardo, Martínez Flores |

#### FC Barcelona Alusport - Carnicer Torrejón
| 19 de mayo de 2012, 18:30 (CET) | Carnicer Torrejón | 1:2 (1:1) | FC Barcelona Alusport        | Pabellón Jorge Garbajosa, Torrejón de Ardoz |                                            |
|                                 | Lin 11' (a.g.)    | Reporte   | Wilde 9' · Sergio Lozano 23' | Árbitro(s): Gallo Suárez, Velasco Martínez  | Árbitro(s): Gallo Suárez, Velasco Martínez |

| 26 de mayo de 2012, 13:00 (CET) | FC Barcelona Alusport                                 | 5:2 (1:2) | Carnicer Torrejón            | Palau Blaugrana, Barcelona                   |                                              |
|                                 | Wilde 1' · Sergio Lozano 27' 39' · Lin 31' · Saad 35' | Reporte   | Rober 1' · Mario Rivillos 3' | Árbitro(s): Alonso Montesinos, Rubio Fajardo | Árbitro(s): Alonso Montesinos, Rubio Fajardo |

#### Inter Movistar - Triman Navarra
| 18 de mayo de 2012, 20:30 (CET)                              | Triman Navarra                                       | 4:4 (1:1) | Inter Movistar                            | Pabellón Universitario de Navarra, Pamplona                                       |                                                                                   |
|                                                              | Mimi 17' · Rafa Usín 29' · Jesulito 31' · Juanra 34' | Reporte   | Batería 6' · Hugo 34' 36' · Matamoros 40' | Asistencia: 2.100 espectadores Árbitro(s): Blázquez Sierra, García Donas Salvador | Asistencia: 2.100 espectadores Árbitro(s): Blázquez Sierra, García Donas Salvador |
| Inter Movistar gana el partido en la tanda de penaltis (3-4) |                                                      |           |                                           |                                                                                   |                                                                                   |

| 26 de mayo de 2012, 13:00 (CET) | Inter Movistar                                             | 7:2 (2:1) | Triman Navarra   | Pabellón Cajamadrid, Alcalá de Henares                                    |                                                                           |
|                                 | Batería 1' · Betao 7' · Matías 22' 35' 36' · Matamoros 25' | Reporte   | Jesulito 14' 34' | Asistencia: 600 espectadores Árbitro(s): Alonso Montesinos, Rubio Fajardo | Asistencia: 600 espectadores Árbitro(s): Alonso Montesinos, Rubio Fajardo |

### Semifinales

#### ElPozo Murcia - Caja Segovia FS
| 2 de junio de 2012, 18:30 (CET) | Caja Segovia FS                                              | 6:4 (1:4) | ElPozo Murcia                               | Pabellón Pedro Delgado, Segovia                                  |                                                                  |
|                                 | Lolo 20' · Sergio 30' 31' 38' · David 33' · Borja Blanco 38' | Reporte   | Miguelín 4' · Esquerdinha 9' 19' · Álex 17' | Asistencia: 3.000 espectadores Árbitro(s): Peña Díaz, Peña Gómez | Asistencia: 3.000 espectadores Árbitro(s): Peña Díaz, Peña Gómez |

| 7 de junio de 2012, 21:15 (CET) | ElPozo Murcia                                          | 4:3 (1:1) | Caja Segovia FS                  | Palacio de Deportes, Murcia                                                       |                                                                                   |
|                                 | Gréllo 12' · Esquerdinha 30' · Álex 35' · Miguelín 35' | Reporte   | Borja 17' 33' · Borja Blanco 40' | Asistencia: 4.200 espectadores Árbitro(s): Blázquez Sierra, García Donas Salvador | Asistencia: 4.200 espectadores Árbitro(s): Blázquez Sierra, García Donas Salvador |

| 9 de junio de 2012, 13:00 (CET) | ElPozo Murcia                             | 4:1 (0:0) | Caja Segovia FS  | Palacio de Deportes, Murcia                                                |                                                                            |
|                                 | Kike 21' · Esquerdinha 24' · Álex 34' 35' | Reporte   | Borja Blanco 39' | Asistencia: 4.500 espectadores Árbitro(s): Cordero Gallardo, Linares López | Asistencia: 4.500 espectadores Árbitro(s): Cordero Gallardo, Linares López |

### FC Barcelona Alusport - Inter Movistar
| 2 de junio de 2012, 13:00 (CET)                                                     | Inter Movistar                                                    | 4:5 (1:2) | FC Barcelona Alusport                                 | Pabellón Cajamadrid, Alcalá de Henares                                      |                                                                             |
|                                                                                     | Eka 8' 37' 44' · Batería 34' · Matías 22' 35' 36' · Matamoros 25' | Reporte   | Sergio Lozano 13' · Wilde 20' 35' 45' · Fernandao 42' | Asistencia: 1.000 espectadores Árbitro(s): Martínez Segovia, Sánchez Molina | Asistencia: 1.000 espectadores Árbitro(s): Martínez Segovia, Sánchez Molina |
| El partido concluyó con 3:3 en el tiempo reglamentario y se resolvió en la prórroga |                                                                   |           |                                                       |                                                                             |                                                                             |

| 7 de junio de 2012, 20:15 (CET) | FC Barcelona Alusport                                                                          | 7:4 (5:3) | Inter Movistar                                   | Palau Blaugrana, Barcelona                                           |                                                                      |
|                                 | Sergio Lozano 6' · Gabriel 7' · Jordi Torras 9' · Javi Rodríguez 13' · Wilde 14' · Ari 32' 39' | Reporte   | Matías 3' · Matamoros 6' · Batería 15' · Eka 32' | Asistencia: 2.700 espectadores Árbitro(s): Moreno Reina, Ramos Marín | Asistencia: 2.700 espectadores Árbitro(s): Moreno Reina, Ramos Marín |

### Final

#### ElPozo Murcia - FC Barcelona Alusport
| 12 de junio de 2012, 21:30 (CET)                                                    | ElPozo Murcia                          | 3:5 (1:2) | FC Barcelona Alusport                                 | Palacio de Deportes, Murcia                                               |                                                                           |
|                                                                                     | Álex 5' · Igor 26' (a.g.) · Gréllo 33' | Reporte   | Sergio Lozano 10' 32' · Fernandao 16' 41' · Wilde 43' | Asistencia: 6.500 espectadores Árbitro(s): Gutiérrez Lumbreras, Lope Díaz | Asistencia: 6.500 espectadores Árbitro(s): Gutiérrez Lumbreras, Lope Díaz |
| El partido concluyó con 3:3 en el tiempo reglamentario y se resolvió en la prórroga |                                        |           |                                                       |                                                                           |                                                                           |

| 15 de junio de 2012, 22:00 (CET) | FC Barcelona Alusport | 1:6 (0:3) | ElPozo Murcia                                                       | Palau Blaugrana, Barcelona                                                 |                                                                            |
|                                  | Saad 38'              | Reporte   | Kike Boned 1' · Miguelín 6' · De Bail 15' · Bebe 26' · Álex 31' 37' | Asistencia: 3.000 espectadores Árbitro(s): Felipe Madorrán, Gereta Ramírez | Asistencia: 3.000 espectadores Árbitro(s): Felipe Madorrán, Gereta Ramírez |

| 17 de junio de 2012, 18:30 (CET) | FC Barcelona Alusport                         | 4:1 (0:1) | ElPozo Murcia | Palau Blaugrana, Barcelona                                                |                                                                           |
|                                  | Lin 21' · Gabriel 26' · Sergio Lozano 29' 39' | Reporte   | Miguelín 6'   | Asistencia: 3.000 espectadores Árbitro(s): Gracia Marin, Munez Carpintero | Asistencia: 3.000 espectadores Árbitro(s): Gracia Marin, Munez Carpintero |

| 23 de junio de 2012, 18:30 (CET) | ElPozo Murcia                              | 5:4 (2:3) | FC Barcelona Alusport                               | Palacio de Deportes, Murcia                                      |                                                                  |
|                                  | Álex 6' 14' · De Bail 27' · Gréllo 34' 39' | Reporte   | Wilde 6' · Sergio Lozano 11' 13' · Jordi Torras 37' | Asistencia: 6.000 espectadores Árbitro(s): Peña Díaz, Peña Gómez | Asistencia: 6.000 espectadores Árbitro(s): Peña Díaz, Peña Gómez |

| 25 de junio de 2012, 21:30 (CET)                                                    | ElPozo Murcia                                | 3:6 (1:1) | FC Barcelona Alusport                                          | Palacio de Deportes, Murcia                                                  |                                                                              |
|                                                                                     | De Bail 12' · Esquerdinha 26' · Miguelín 27' | Reporte   | Javi Rodríguez 15' 26' · Sergio Lozano 36' 41' · Wilde 43' 45' | Asistencia: 8.000 espectadores Árbitro(s): Gracia Marin, Gutiérrez Lumbreras | Asistencia: 8.000 espectadores Árbitro(s): Gracia Marin, Gutiérrez Lumbreras |
| El partido concluyó con 3:3 en el tiempo reglamentario y se resolvió en la prórroga |                                              |           |                                                                |                                                                              |                                                                              |

## Máximo goleador
| Puesto | Jugador       | Equipo                | Goles |
| ------ | ------------- | --------------------- | ----- |
| 1      | Esquerdinha   | ElPozo Murcia         | 46    |
| 2      | Sergio Lozano | FC Barcelona Alusport | 43    |
| 3      | Wilde         | FC Barcelona Alusport | 40    |
| 4      | Álex          | ElPozo Murcia         | 33    |
| 5      | Miguelín      | ElPozo Murcia         | 31    |
| 6      | Eka           | Inter Movistar        | 26    |
| 7      | Rivillos      | Carnicer Torrejón     | 25    |
| 8      | Joan Linares  | Umacon Zaragoza       | 25    |
| 9      | Rafael        | Inter Movistar        | 23    |
| 10     | Borja Blanco  | Caja Segovia          | 23    |